# Diocesi di Adriani
La diocesi di Adriani (in latino: Dioecesis Hadrianiensis) è una sede soppressa del patriarcato di Costantinopoli e una sede titolare della Chiesa cattolica.

## Storia
Adriani (Adriani all'Olimpo), identificabile con Atranos nell'odierna Turchia, è un'antica sede vescovile della provincia romana di Bitinia nella diocesi civile del Ponto. Faceva parte del patriarcato di Costantinopoli ed era suffraganea dell'arcidiocesi di Nicomedia.
La diocesi è documentata nelle Notitiae Episcopatuum del patriarcato fino al XII secolo. Il primo vescovo noto è Evezio, che fu tra i padri del primo concilio ecumenico celebrato a Nicea nel 325.
Incerta è l'attribuzione dei vescovi a questa antica sede episcopale, per la confusione creatasi nelle fonti con la quasi omonima sede di Adriania in Ellesponto. Le Quien attribuisce ad embrambe le diocesi il vescovo Alessandro. Nel 434 Proclo fu trasferito da Cizico al patriarcato di Costantinopoli; questo trasferimento suscitò le critiche di coloro che lo ritenevano contrario alle norme canoniche. Lo storico Socrate Scolastico, nella sua Historia ecclesiastica, difese la legittimità di quest'atto riportando una serie di precedenti, tra cui quello di Alessandro trasferito da Elenopoli in Bitinia a Adriani (o Adriania).
Anche il successivo vescovo, Davide, che prese parte al concilio di Calcedonia nel 451, è stato inserito da Le Quien nelle cronotassi di Adriani e di Adriania; questo prelato è però da espungere dalla serie dei vescovi di Adriani, poiché gli atti conciliari riportano esplicitamente che fu vescovo della sede in Ellesponto. Appartenevano certamente alla diocesi di Adriani i successivi due vescovi: Elia, che nel 536 prese parte al sinodo riunito a Costantinopoli dal patriarca Mena, durante il quale furono condannati Severo di Antiochia e i suoi sostenitori, l'ex patriarca Antimo, il monaco siriano Zoora e Pietro di Apamea; e Conone, che figura tra i padri che presero parte al concilio di Costantinopoli del 553.
Incerta è l'assegnazione della sede vescovile di Giovanni, che partecipò al concilio di Costantinopoli nel 680, a causa della diversità di sede riportata dal testo greco degli atti e dalla traduzione latina. Apparteneva invece certamente a Adriani il vescovo Niceforo, che assistette al secondo concilio di Nicea nel 787. Infine, Le Quien riporta il nome del vescovo Basilio, che intervenne al concilio di Costantinopoli dell'879-880 che riabilitò il patriarca Fozio; ma anche su questo vescovo vi è incertezza.
Dal XIX secolo Adriani è annoverata tra le sedi vescovili titolari della Chiesa cattolica; la sede è vacante dal 3 febbraio 1997. Il suo ultimo titolare è stato Aristide Pirovano, prelato di Macapá in Brasile.

## Cronotassi

### Vescovi greci
- Evezio † (menzionato nel 325)
- Alessandro ? † (inizio del V secolo)
- Elia † (menzionato nel 536)
- Conone † (menzionato nel 553)
- Giovanni ? † (menzionato nel 680)
- Niceforo † (menzionato nel 787)
- Basilio ? † (menzionato nell'879)

### Vescovi titolari
- Rosendo Salvado, O.S.B. † (29 marzo 1889 - 29 dicembre 1900 deceduto)
- Maximilien Albert, S.M.A. † (27 maggio 1901 - 15 dicembre 1903 deceduto)
- François Steinmetz, S.M.A. † (20 maggio 1906 - 29 marzo 1952 deceduto)
- Aristide Pirovano, P.I.M.E. † (21 luglio 1955 - 3 febbraio 1997 deceduto)